# Istoria Japoniei
Istoria scrisă a Japoniei a început cu cele Douăzeci și patru de Istorii, o colecție de texte istorice chineze din secolul I d.Hr. Există totuși dovezi ce arată că oamenii au locuit pe insulele japoneze începând cu paleoliticul târziu. După ultima eră glaciară (circa 12.000 î.Hr.) ecosistemul arhipelagului japonez a adăpostit dezvoltarea umană.

## Periodizare
Succesiunea și cronologia perioadelor din istoria Japoniei sunt tributare calendarului nipon. Modelul lui a fost luat după cel folosit odinioară în China (începând cu anul 140 î. Hr.), adoptarea făcându-se în Japonia sub domnia împăratului Kotoku, în anul 645. Alcătuirea calendarului urmează sistemul numelor erelor (nengo). Două sau mai multe ere alcătuiesc o perioadă; numele unei perioade se stabilește, în principiu, după cel al capitalei, reședință a suveranului, și marchează începutul unei domnii mai importante. Numele erelor sunt alese în funcție de evenimentele majore din viața țării, indiferent dacă au un caracter fast sau nefast. De pildă, o urcare pe tron, o perioadă de prosperitate, stabilirea unei reforme sau o calamitate naturală pot fi pretexte pentru a fixa numele unei ere. Numărul anilor cât durează o eră este variabil.
Epoca medievală cuprinde o perioadă de șapte secole, începând cu secolul al XII-lea și încheindu-se cu anul 1868. În Japonia a existat o perioadă istorică relativ îndelungată în care conceptul de stat era foarte vag. Unificarea clanurilor și stabilirea unui stat centralizat în Japonia a avut loc abia în anul 646 sub domnia împăratului Kotoku (645-654).
Japonia iese din Evul Mediu odată cu perioada Meiji sau a „Guvernării luminoase” (1868-1912); ea marchează intrarea Japoniei în epoca modernă. Ultimul șogun, Tokugawa Yoshinobu, a fost răsturnat în anul 1868, iar împăratul Meiji (1867-1912) a fost repus în drepturile lui de conducător al națiunii. Saigo Takamori, liderul forțelor imperiale, și Katsu Kaishu, liderul forțelor șogunale, s-au întâlnit și au negociat predarea pașnică a puterii.

## Preistorie

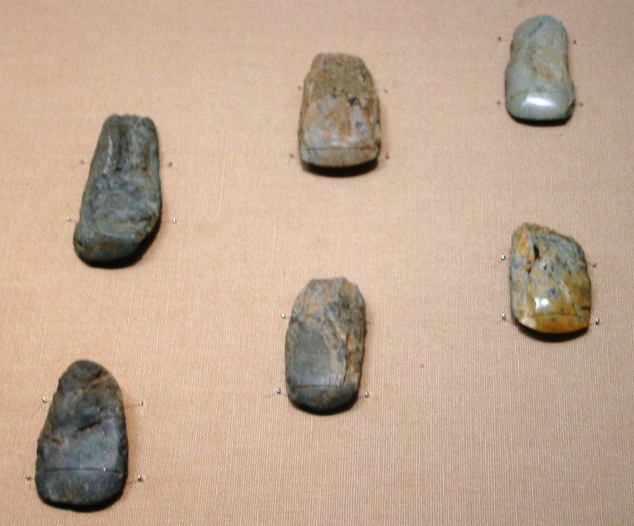
Topoare de piatră șlefuită, descoperite la Hinatabayashi .site-ul B, orașul Shinano, Nagano. Dateaza din perioada Pre-Jōmon, din anii 30.000 i.e.n.Sunt expuse la Tokyo National Museum

Preistoria este acea porțiune din trecutul uman care precede documentele scrise și poate fi cunoscută doar prin cercetarea arheologică. Era preistorică în Japonia începe în epoca pleistocen (era glaciară), când grupuri umane de pe continentul asiatic au ocupat pentru prima dată arhipelagul japonez, și durează până în primele secole ale erei noastre, când fapte din Japonia au început a fi menționate de către istoricii dinastiilor chineze. Perioadele pe care arheologii le folosesc, în mod tradițional, pentru a împărți istoria Japoniei, sunt subdiviziuni arbitrare ale trecutului țării, limitele acestor perioade fiind în mod frecvent schimbate de noile descoperiri arheologice.

### Perioada paleolitică (înainte de 8000 î.Hr.)
Perioada paleolitică (kyūsekki jidai), numită și perioada preceramică, este caracterizată prin rămășițe materiale, în special unelte formate prin cioplirea pietrelor, datând dinainte de anul 10.000 î.Hr.. În literatura de specialitate există o mare controversă referitoare la data când această epocă începe, adică momentul în care oamenii au ocupat pentru prima dată insulele japoneze; sfârșitul acestei perioade este marcat de primele elemente de olărit neolitice.
Factorii geologici și naturali formează un fundal important pentru studiul culturilor din pleistocenul japonez. În primul rând, ordonarea cronologică a rămășițelor din paleoliticul japonez se bazează pe informații referitoare la stratificația solului. În al doilea rând, schimbările climei și scăderea nivelului mării au alterat în mod dramatic aspectul și forma țării, fiind necesară astfel interpretarea dovezilor arheologice. De-a lungul pleistocenului târziu, insula Hokkaido (nordul Japoniei) era o continuare a câmpiei cu climă rece a Siberiei; pe când schimbarea climei era mai puțin simțită în sudul Japoniei. Scăderea nivelului mării a expus recifurile de pe coastele de vest ale Japoniei, formându-se astfel legături periodice, mai ales între anii 20.000-18.000 î. Ch., între peninsula Coreea și insula Kyushu (sudul Japoniei) precum și cu vestul insulei Honshu (centrul Japoniei). Diferența climatică din aceste zone și faptul că erau legate cu diferite părți ale continentului asiatic a fost cauza pentru care în nordul și sudul Japoniei s-au format, de-a lungul paleoliticului, sfere de cultură separate.
Primele artefacte ale paleoliticului japonez au fost descoperite pentru prima dată de către arheologul amator Aizawa Tadahiro, în anul 1946. Începând cu această dată, în Japonia au fost descoperite mai mult de 1.000 de situri arheologice datând din pleistocen. Marea majoritate a acestor situri oferă doar o privire de ansamblu asupra perioadei, dar recent au fost descoperite câteva rămășițe arheologice care aduc noi elemente referitoare la această perioadă. Câteva situri au păstrat unelte din os sau rămășițe animale care pot ajuta la reconstruirea peisajului paleolitic, dar cu toate acestea se cunoaște prea puțin despre modul de viață al locuitorilor arhipelagului. Situri în care stratificarea solului din perioada paleolitică să fie clară, precum cel de la Nogawa din regiunea Kantō, sunt rare, fiind totodată dificilă datarea acestor situri prin metoda carbonului. Stabilirea cronologiei culturilor are, deci, tendința să se bazeze pe analiza detaliilor și a tipologiilor artefactelor din piatră atribuite acestei perioade.
Denumirea de „paleolitic timpuriu” a fost dată unui mic număr de unelte neșlefuite, mai vechi de 30.000 de ani, unele dintre ele datând poate din ultima perioadă interglaciară (100.000-70.000 î.Ch.). Descoperite în Peștera Fukui și Sozudai din Kyushu, precum și în tumultul Kanto aparținând sitului Iwajuke și Hoshino (aflate în nordul câmpiei Kanto) aceste unelte neșlefuite au fost comparate cu cele descoperite în Zhoukoudian (Chou-k’ou-tien) și alte situri din nordul Chinei. „Poduri de pământ” scoase la iveală de scăderea nivelului mării ar fi putut permite contactul uman între China și Japonia, dar cercetătorii nu au căzut încă de acord asupra perioadei în care insulele japoneze au fost locuite pentru prima dată. Mulți arheologi japonezi și străini neagă vehement vechimea uneltelor, stabilită în primul rând prin asimilare cu cele de pe continentul asiatic.
Rămășițele paleoliticului târziu (cca. 28.000 – cca. 10.000 î.Hr.) sunt în mod dramatic diferite de cele din paleoliticul timpuriu. Aproximativ după anul 28.000 î.Hr. se observă o creștere rapidă a numărului culturilor arheologice, timp în care uneltele din piatră din nordul Japoniei sunt fabricate folosind o nouă tehnică de șlefuire, bazată pe folosirea uneltelor ascuțite, asemănătoare celor folosite de către oamenii din Eurasia în paleolitic. Însă mici diferențe există în tehnica de prelucrare a acestora, semnificația acestor diferențe fiind interpretată diferit de către oamenii de știință, rezultând păreri contrare referitoare la relațiile Japoniei cu continentul, în paleolitic. Una din teorii interpretează noul tip de unelte ca un produs al dezvoltării, propunând astfel ideea că Japonia a format o cultură aparte, cu toate că nu a fost izolată de continent. O altă școală de gândire vede această inovație, în domeniul fabricării uneltelor, ca o infuzie din exterior, prin legătura cu continentul. Au existat legături de netăgăduit între Hokkaidō și Siberia, iar asemănările între artefacte sugerează că Japonia de sud a avut contacte cu zonele ce azi desemnează China de nord și Manciuria. În mod evident, a avut loc și o dezvoltare independentă de influențele exterioare, iar relativa sărăcie de date arheologice pentru regiunile continentale face dificil studiul asemănărilor dintre rămășițele materiale din arhipelag și cele de pe continent.
Dacă înrudirea culturilor din paleoliticul japonez este neclară, la fel de puține lucruri se pot spune și despre modul de viață al oamenilor care au locuit în această perioadă pe teritoriul actual al Japoniei. Oamenii din paleolitic probabil au ocupat zone întinse pe coastele Japoniei, expuse la scăderea nivelului mării în timpul ultimei perioade din pleistocen. Oricum, nivelul de astăzi al mării a inundat aceste zone, limitând accesul cercetătorilor la culturile arheologice care au supraviețuit până astăzi în zonele de câmpie și deal. Aceste culturi se pare că au fost create de mici grupuri migratoare care aveau diferite activități bazate în special pe vânătoare și cules. Uneltele de calitate din piatră erau schimbate cu altele de la mari distanțe; de exemplul roca vulcanică, obsidianul, care se găsea în prefectura Nagano a fost prelucrată de grupuri aflate la periferia Tokyo-ului de azi. Se pare că o caracteristică a acestei perioade a fost uniformitatea culturilor pe zone largi.
Perioada paleolitică este, deci, caracterizată de trei elemente: scăderea nivelului mării și formarea de așezăminte pe coastele Japoniei, legătura dintre arhipelag și continent și perfecționarea uneltelor din piatră.

## Japonia Antica

### Perioada Jōmon (cca. 8.000 î.Hr. – cca. 300 î.Hr.)

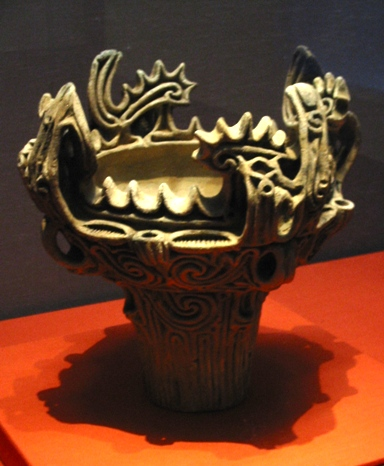
Un vas din Perioada Jōmon medie (3000 - 2000 î.Hr.)

În perioada Jōmon (cca. 8.000 î.Hr. – cca. 300 î.Hr.) principalele ocupații sunt identificate cu vânătoarea și culesul, iar ca o caracteristică a arhipelagului japonez, utilizarea frecventă a resurselor marine. Din punct de vedere literal, numele acestei perioade provine din cuvintele jo=împletitură și mon=ornament.
Populația indigenă
Populația indigenă se numește „ainu”. Numărul lor nu este clar, dar în insula Hokkaidō sunt ca. 24.000). Aceștia trăiesc azi în sudul insulei Sahalin, în arhipelagul Kurilelor și în nord-vestul insulei Hokkaido. Posedau o organizare socială patriarhală și poligamă și aveau o religie bazată pe cultul ursului.

### Originile civilizației japoneze
Originile civilizației japoneze se pierd în negura timpului. În mod tradițional, se consideră că Japonia a fost fondată de Împăratul Jimmu pe 11 februarie 660 î.Hr.. Aceasta este numai versiunea istoriei japoneze datând de la primele înregistrări scrise din secolele al VI-lea respectiv al VIII-lea când țara a adoptat alfabetul chinez. În această perioadă mai mulți împărați se luptau pentru putere. Cu scopul de a-și legitima pretențiile la tron ei au comandat poeților de curte să scrie mai multe colecții de poeme în care pretindeau că au moștenit puterea direct de la zeița soarelui Amaterasu (care a rămas încă cea mai venerată zeița a panteonului Șintoism), cu medierea nepotului ei Ninigi lui Împăratului Jimmu, despre care se afirma că este unul dintre strămoșii familiei imperiale japoneze. Acest mit propagandistic a fost preluat de istoricii din secolul al XIX-lea și a devenit un pilon fundamental al ideologiei naționaliste japoneze Kokutai.
Izvoare chineze mai credibile descriu o țară Wa condusă de mai multe familii - fiecare având zeități proprii. Studii recente de antropologie arată că strămoșii japonezilor par să fi emigrat din Siberia ori Polinezia.

### Perioada Yayoi (cca. 300 î.Hr. – cca. 300 d.Hr.)

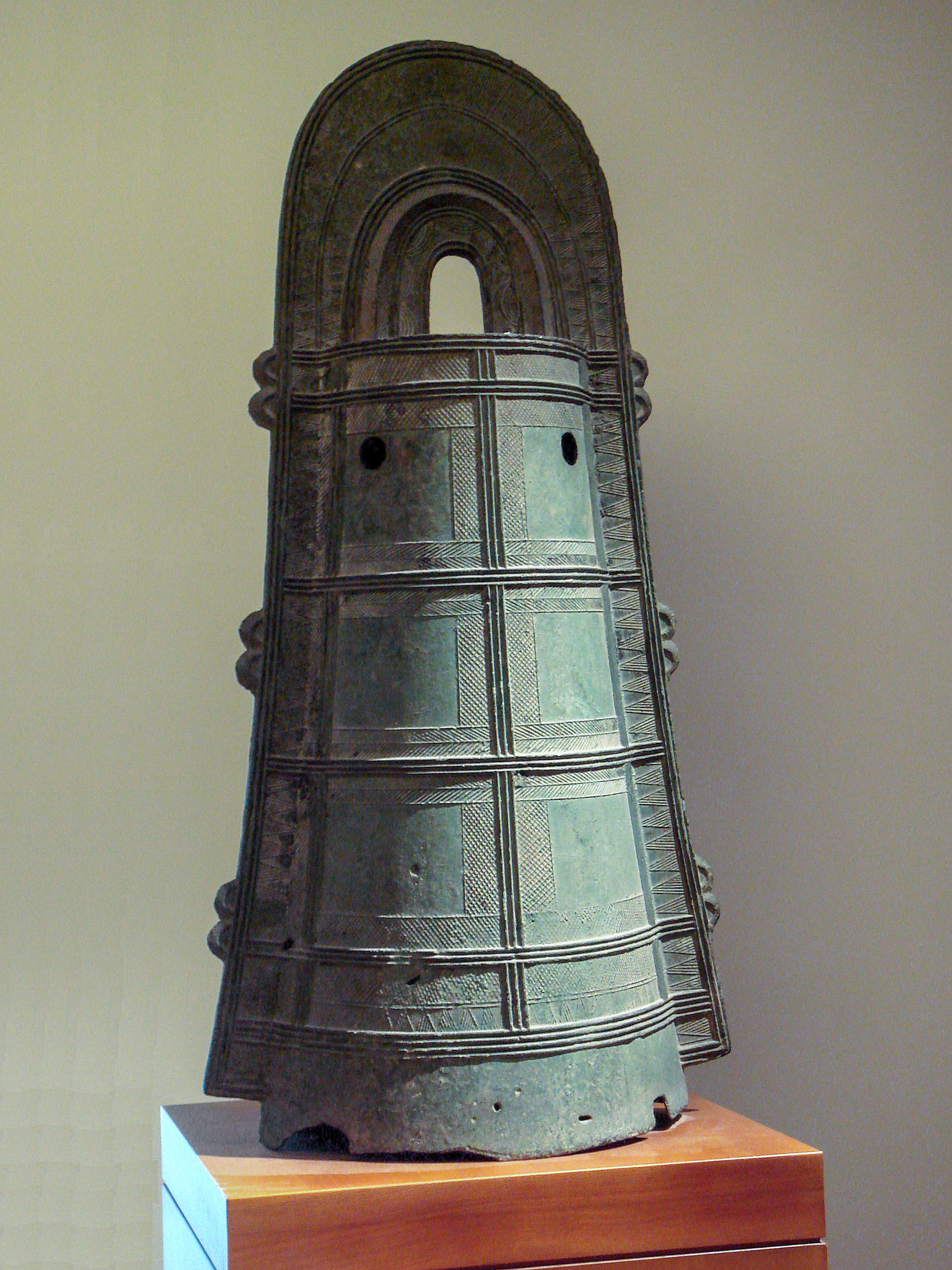
Un clopot datând perioada Yayoi.

Perioada Yayoi (cca. 300 î.Hr. – cca. 300 d.Hr.) desemnează momentul în care agricultura ia o amploare deosebită, culminând cu apariția primelor forme de organizare politică în unele zone ale arhipelagului. De asemenea utilizarea bronzului și apoi a fierului contribuie mult la dezvoltarea societății japoneze. Aceste noi tehnologii fuseseră aduse în Japonia din Coreea și s-au răspândit către est numai până la orașul Nagoya. Estul Japoniei a continuat să se bazeze mai mult pe vânătoare, deoarece terenurile nu erau foarte prielnice pentru agricultură. Perioada Yayoi a fost numită după situl arheologic din Tokyo, unde au fost descoperite pentru prima oară produsele olăritului japonez. Cromatica predominantă a acestor vase erau tonurile de oranj pal .
Această perioadă este urmată de perioada Kofun sau Yamato (cca. 300-700), trecându-se astfel într-o nouă perioadă a istoriei, protoistoria.

### Perioada Kofun (cca. 300 - 552)
Curtea japoneză a adoptat oficial sistemul de scriere chinezesc pe la 405. În secolul al VI-lea budismul a pătruns în țară adus de imigranți coreeni. Aceste două evenimente au revoluționat cultura japoneză și au marcat începutul unei lungi perioade de influență culturală chineză. De la stabilirea primei capitale la Nara (ulterior aceasta se va muta la Kyoto) în 710 până în 1867, împărații au domnit doar cu numele, aveau doar o valoare simbolică, căci puterea aparținea nobililor de la curte, regenților sau șogunilor (guvernatori militari ai provinciilor japoneze).

## Japonia clasica

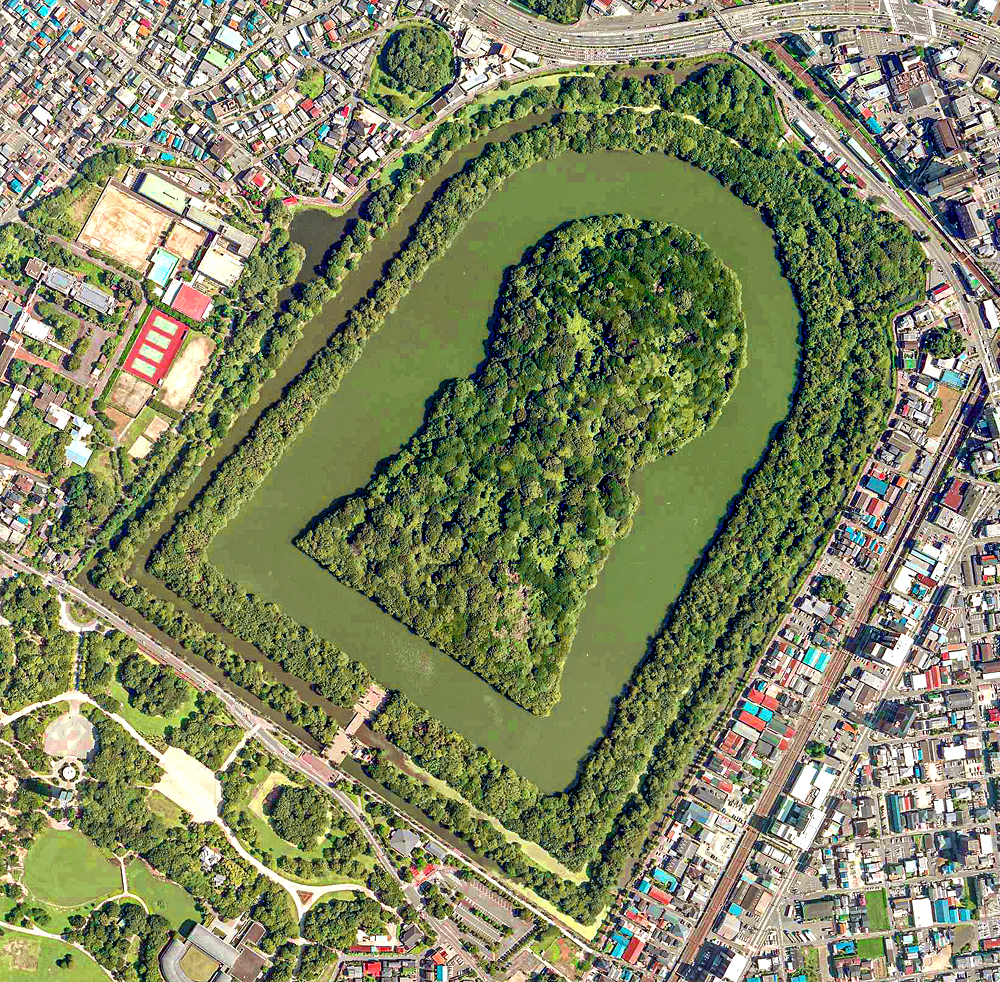
Mormantul din Nintoku

### Perioada Asuka (552-710)

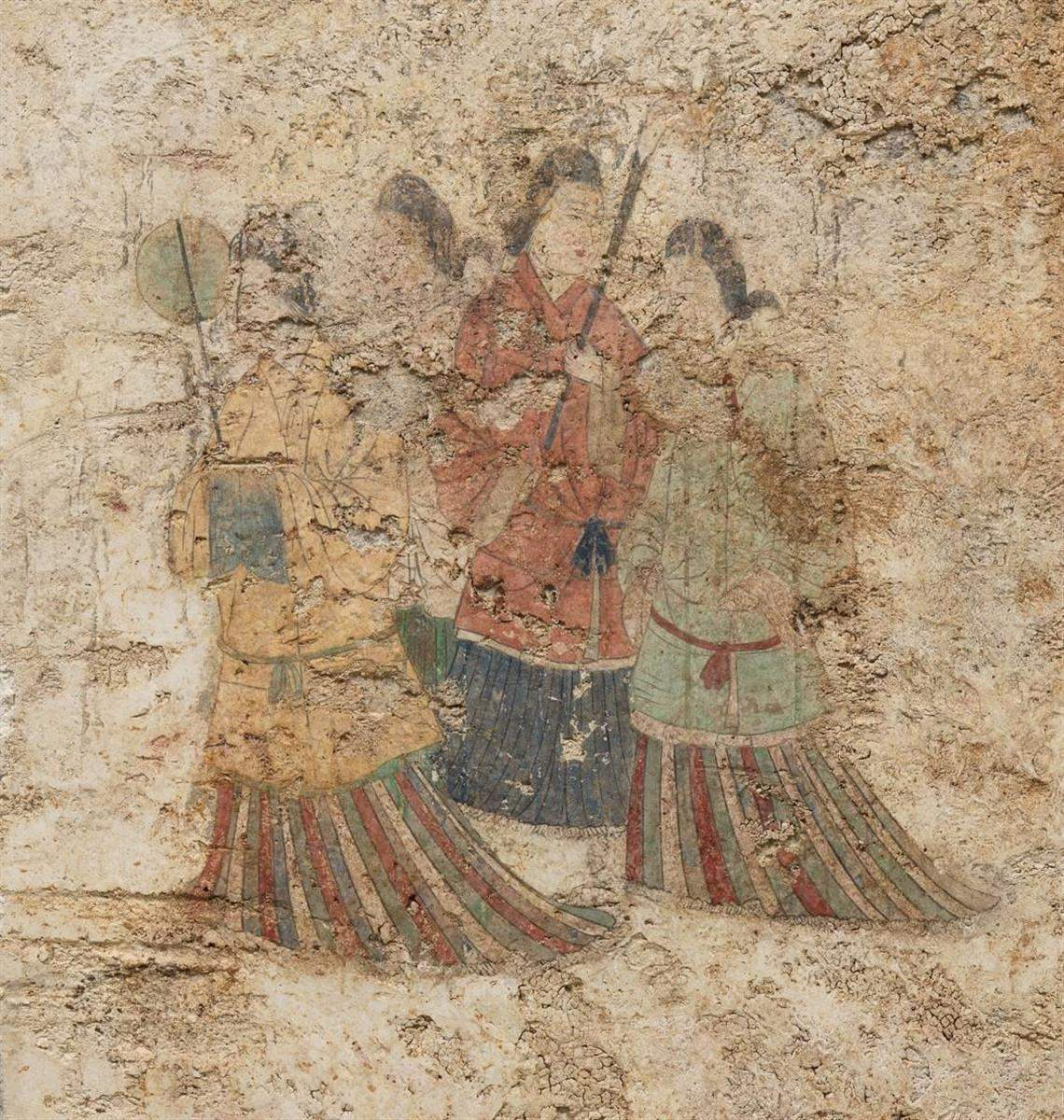
Pictură murală din tumulul Takamatsuzuka, Asuka, Prefectura Nara, sec. al VIII-lea

Cultura și civilizația japoneză a fost influențată de China. Din China va fi adusă, începând cu anul 552, scrierea ideografică chineză. De asemenea, în secolul al VI-lea sunt introduse budismul - care începând cu anul 594 devine religie de stat, artele și științele chineze; se adoptă calendarul chinez. Religia care a avut o influență considerabilă în Japonia medievală a fost budismul de origine indiană. Din budism s-a desprins zen-ul - cuvântul zen derivă din sanscrită (Dhyama) însemnând „contemplație”. Această ramură a budismului propune, în locul textelor sacre, atitudinea contemplativă care îl pune pe om în contact cu substanța absolută a lumii, a naturii.
În urma reformei Taika, promulgată în anul 645, se aplică sistemul de organizare rurală, a familiei și sistemul de taxe chinez. Tot în această perioadă a fost încurajat studiul clasicilor și învățăturii chineze. În secolul al IX-lea influența chineză se atenuează.
Primul act cu caracter „constituțional” pe care l-a avut Japonia a fost „Constituția în 17 articole” (Jūshichijō Kenpō). A fost promulgată în perioada timpurie de consolidare a statului centralizat nipon, adică în anul 604, de prințul Shōtoku, la Asuka. Această „constituție“ (kenpō) nu este propriu-zis o lege, ci mai mult o culegere de precepte morale și religioase adresate slujbașilor guvernamentali. Prin această „constituție”, prințul Shotoku a dorit și a reușit să creeze un stat centralizat și să pună capăt luptelor pentru putere din arhipelag. „Constituția” consfințește stările sociale ale epocii, punând deasupra întregii societăți pe împărat. Intenția prințului Shotoku era de a crea o putere centralizată în care atât pământul, cât și oamenii care-l lucrau, să fie puși sub controlul direct al împăratului, care să obțină veniturile de la clanuri (uji) sub formă de tributuri.
În anul 670 au fost organizate șase compartimente guvernamentale: al populației, al crimelor, al finanțelor, cel militar, cel legal și cel administrativ. Compartimentul populației supraveghea colectarea impozitelor și, împreună cu celelalte compartimente, administra proprietatea imperială și organizarea statală. Se poate spune că formarea statului tributal japonez s-a încheiat în secolul al VIII-lea prin organizarea a opt departamente ale guvernului central, care au fost ulterior desființate.
Denumirea acestei perioade este dată de numele localității în care se afla curtea imperială. Este o epocă extrem de importantă în istoria Japoniei datorită pătrunderii budismului, care a produs esențiale schimbări în civilizația vremii. În anul 552 sosește din Coreea o misiune diplomatică care a adus imagini ale lui Buddha (picturi pe drapele, baldachine sau în sutre; sculpturi). Noua religie a captivat curtea imperială și clasa nobiliară prin fastul ce însoțea slujbele.
În perioada imediat următoare au început să vină din China și Coreea numeroși artiști, cărturari, artizani, călugări trimiși în dar curții imperiale (era mai ușor de trimis oameni care să execute lucrările de artă decât de trimis produsele).
Un eveniment semnificativ al perioadei Asuka este apariția textelor scrise, inexistente până atunci în arhipelag, fapt ce oferea posibilitatea păstrării informațiilor. Apar primele cărți Manyōshū și Kojiki (scrise cu caractere chinezești).
Pictura, artă perisabilă datorită materialului fragil, s-a păstrat doar pe panouri cu caracter religios. Este realizată în lac amestecat cu misuda - un ulei special. Aceste lucrări sunt cunoscute ca aparținând genului de pictură misuda-e. Stilul lucrărilor este foarte abstract, spațiul bidimensional, asemănător picturii chineze a Celor Șase Dinastii.

### Perioada Nara (710-794)

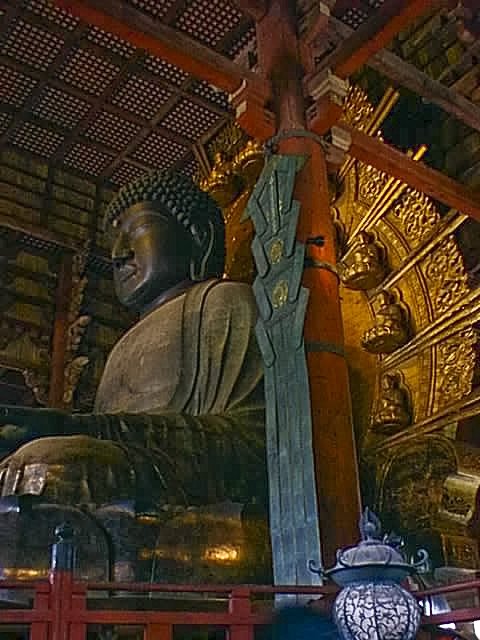
Statuia „Marele Buddha” la Nara, 752 d.Hr.

Heijō-kyō (actualmente, Nara) a fost prima capitală permanentă a Japoniei (când a fost mutată de la Fujiwara-kyō în 710), dar a fost mutată în orașul Heian-kyō (actualmente, Kyoto) în 794, după ce orașul căzuse sub dominația bogatelor temple budiste începând de prin anul 750. Atât Nara cât și Heian-kyō au fost construite cu intersectarea străzilor la 90º, după modelul orașului chinezesc Chang'an (actualmente, Xi'an).
Perioada include și cei zece ani când capitala a fost la Nagaoka-kyō (784-794).
Din punct de vedere politic, perioada poate fi văzută ca o luptă pentru putere între clanul Fujiwara și fracțiuni compuse din familiile Tachibana și Ōtomo. Puternicul clan Fujiwara a controlat viața politică a perioadei prin faptul că fiecare împărat s-a căsătorit cu o fiică din clanul Fujiwara, împăratul abdicând apoi de îndată ce avea un fiu, retrăgându-se la vreo mănăstire. Astfel, liderul clanului Fujiwara era totdeauna tatăl-socru al împăratului și autoritate tutelară a moștenitorului legal.

### Perioada Heian (794-1185)

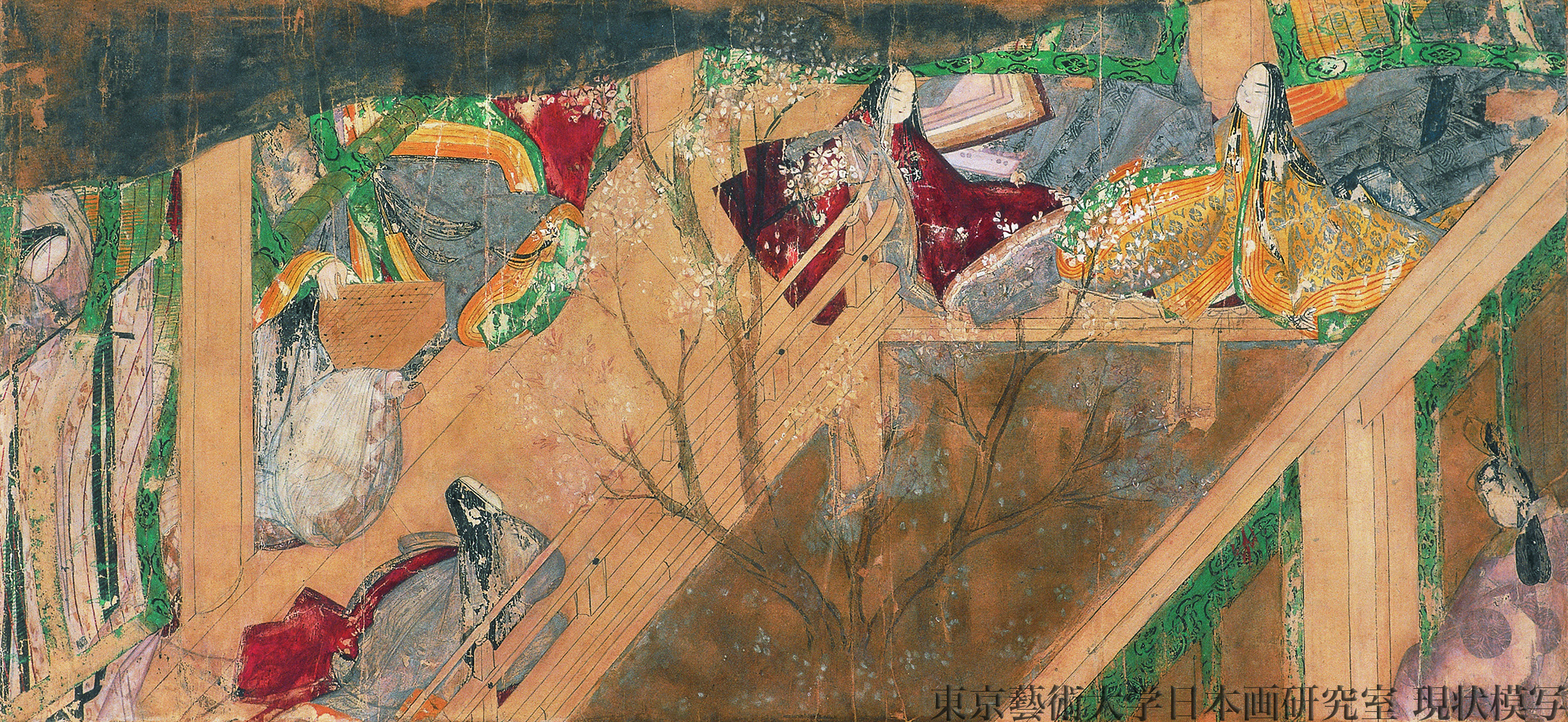
Emaki ca. 1130, o ilustrație a capitolului „Râul de bambus” din Povestirea lui Genji.

Perioada începe când Împăratul Kammu mută capitala la Heian-kyō (actualmente, Kyoto) și se termină când forțele lui Minamoto no Yoritomo le înving pe cele ale familiei Taira. Numele perioadei înseamnă „pace și acalmie”.
Perioada poate fi împărțită într-una timpurie și una târzie, delimitarea fiind cam la mijlocul secolului al X-lea. Perioada timpurie se caracterizează prin încercarea de a reînvigora așa-zisul sistem ritsuryō, sistem în care împăratul deținea puterea politică iar câmpurile de orez erau controlate de administrația de stat. În perioada târzie, contradicții sistemice au permis regenților Fujiwara să domine sistemul politic și așa-numitul sistem shōen (aprox., „moșie”) a devenit forma principală de proprietate a pământului.

## Evul Mediu in Japonia

### Perioada Kamakura (1185-1333)
După ce forțele lui Minamoto no Yoritomo au învins clanul Taira în Bătălia de la Dan-no-ura în 1185, Yoritoma și-a dat titlu ereditar de șogun și a stabilit capitala la Kamakura, lăsând împăratul domnească la Heian-kyō, dar numai cu numele.
În secolul al XIII-lea, Japonia a fost confruntată cu singura invazie din istoria ei medievală. Mongolii, care au cucerit părți din China și Coreea, în anul 1274 pornesc cu o flotă puternică spre insulele japoneze. Sunt respinși, dar în anul 1281 mongolii reiau atacul cu o flotă mai puternică și mai numeroasă. Sunt însă din nou înfrânți datorită condițiilor climatice neașteptate. Un taifun va distruge flota mongolă, și astfel Japonia este salvată de la cucerire. Acest taifun este numit de către poporul japonez „kamikaze”, adică „vânt divin”.

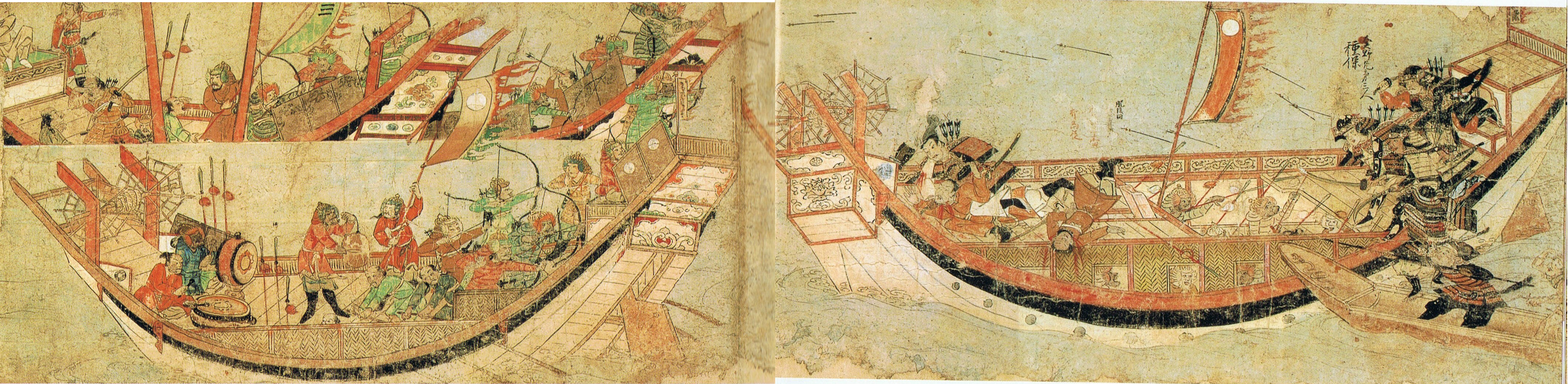
Takezaki suenaga ekotoba3

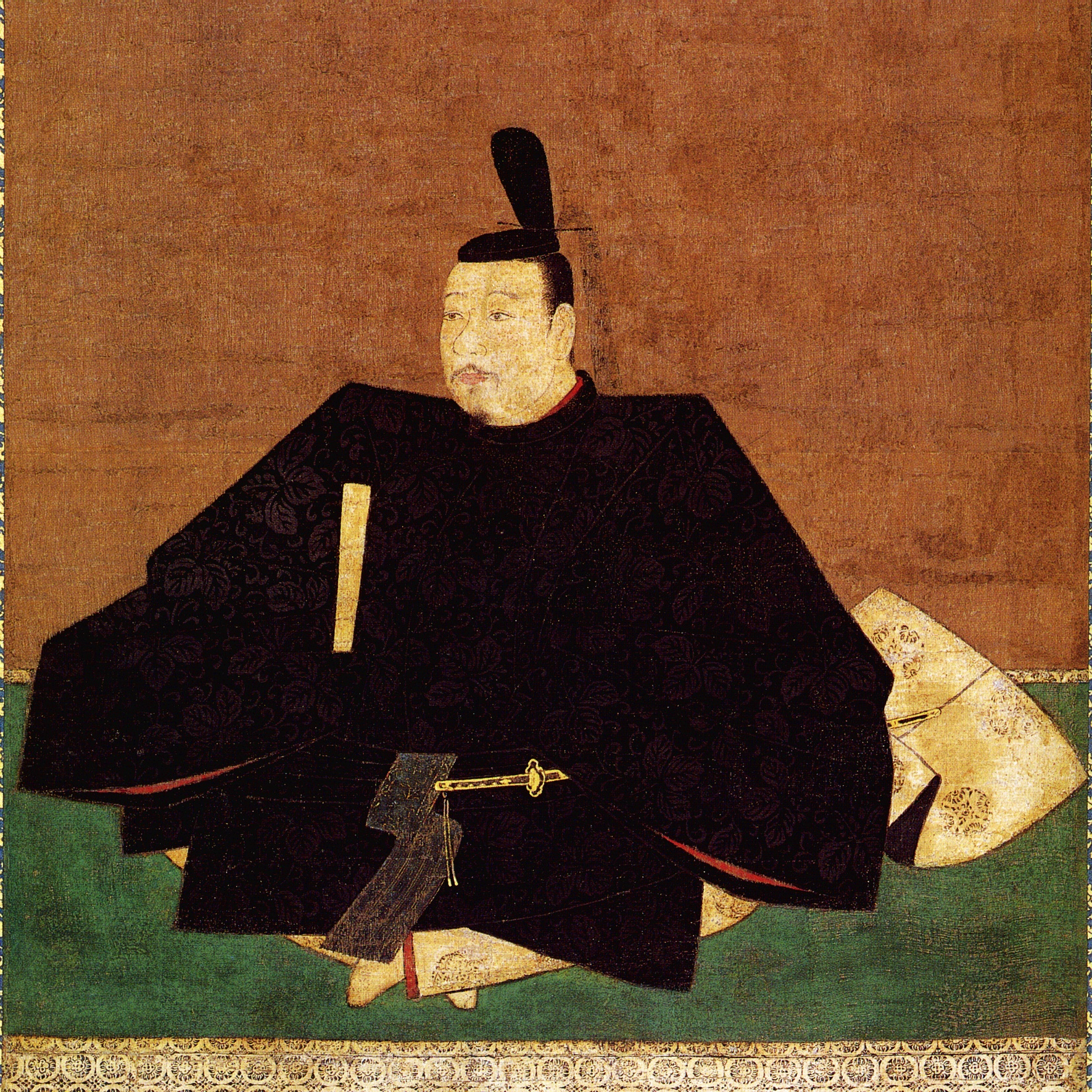
Ashikaga Takauji

### Perioada Muromachi (Ashikaga) (1333-1573)
- -1336. Începe marea schismă imperială care va dura pană în anul 1392, supranumită și perioada Celor Două Curți (Nabokucho). Go-daigo își instalează o curte dizidentă la Yoshino. Ashikaga Takauji îl recunoaște ca împărat Komyo la Kyoto (curtea din nord).
- -1338. Ashikaga Takauji ia titlul de shogun și îl va transmite descendenților săi până în 1573. Continuă războiul civil .
- -1350-1450. Înflorirea dramei lirice No. Vârsta de aur a esteticii zen (aranjamentul floral, arta grădinilor, ceremonia ceaiului).
- -1358 După moartea lui Takauji urmează Ashikaga Yoshiakira.
- -1368 Succesiunea lui Ashikaga Yoshimitsu. Raporturi diplomatice cu China.
- -1392 Shogunul Ashikaga Yoshimitsu mijlocește reunificarea dinastiilor imperiale. Go-komatsu devine unicul împărat.
- -1395 Abdicarea lui Yoshimitsu. Acesta va guverna de la Pavilionul de aur până la moartea sa 1408. Oficial ca shogun îi urmează Yoshimochi .
- -1420-1506 Trăiește marele peisagist Sesshu Toyooda, adept al picturii chineze.
- -1444 Moartea lui Zeami, important scriitor de piese No.
- -1449 Țara este condusă de Yoshimasa, al optulea shogun Ashikaga, până în anul 1474.
- -1450 Se creează celebra grădină din pietre de la templul Ryoan-ji din Kyoto.
- -1467-1477 Războiul Civil Onin, lupte feudale, sărăcirea familiei imperiale.
- -1479 Sdhiksgs Yoshimasa construiește Pavilionul de Argint. Se stabilește ritualul ceremoniei ceaiului (cha no yu)
- -1534 Se naște Oda Nobunaga și moare la 1582 .
- -1543 Nave portugheze ajung în insula Tanegashima în apropiere de Kyushu. Se introduc în Japonia armele de foc europene .
- -1549 Sosirea misionarului Francois Xavier în Kyushu odată cu primele misiuni religioase iezuite .
- -1560 Încoronarea împaratului Ogimachi.
- -1568 Oda Nobunaga devine shogun .
- -1571 Portul Nagasaki se deschide comerțului cu străini sub patronajul daimyo-ului local Omura Sumitada care se convertește la creștinism în 1562 . Oda Nobunaga distruge mănăstirea de la Heizan.
- -1573 Prima biserică creștină la Kyoto. Oda Nobunaga îl întemnițează pe shogunul Ashikaga Yoshiaki cu care eveniment ia sfârșit shogunatul Ashikaga.

### Perioada Azuchi-Momoyama (1573-1603)

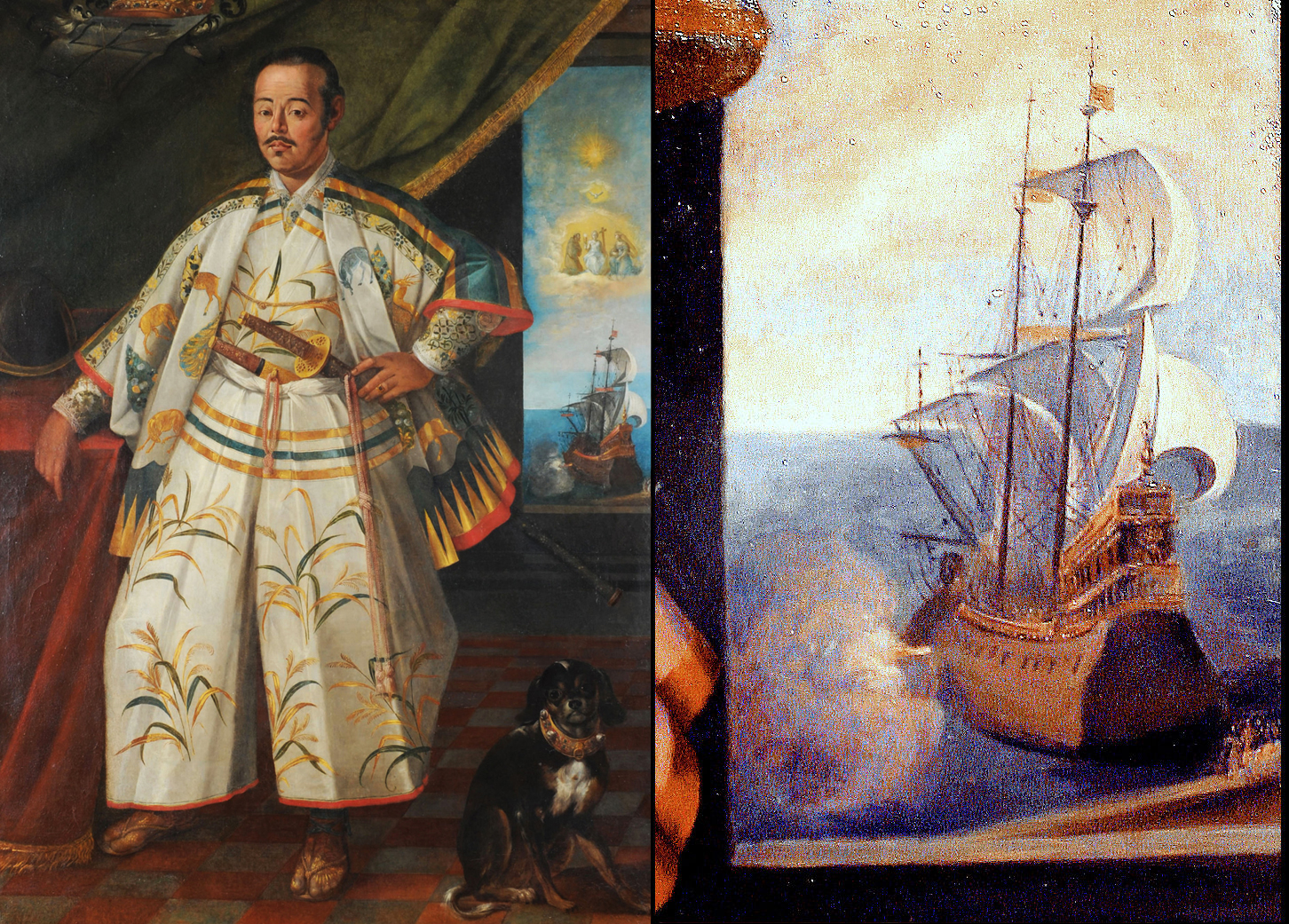

Perioada „feudală” a istoriei japoneze, a fost dominată de două puternice familii regionale (daimyō) și de dominarea militară a războinicilor și se întinde între secolele al XII-lea și al XIX-lea. Acest interval de timp se împarte în perioade mai mici care poartă numele șogunilor care au dominat epoca.
Primul contact cu Vestul a avut loc în 1542, când un vas portughez a fost abătut de un taifun de la itinerariul său spre China, și a aruncat ancora în Japonia. Armele de foc introduse de portughezi au schimbat foarte mult arta războiului în era Sengoku, culminând cu bătălia de la Nagashino unde Nobunaga Oda a folosit aproximativ 3.000 de pușcași (teppō ashigaru), care au redus mult puterea samurailor. În secolul care va urma comercianți din Portugalia, Olanda, Anglia și Spania au sosit aici, ca misionari iezuiți, dominicani sau franciscani, din care mulți au fost supuși martirizării și au devenit sfinți.

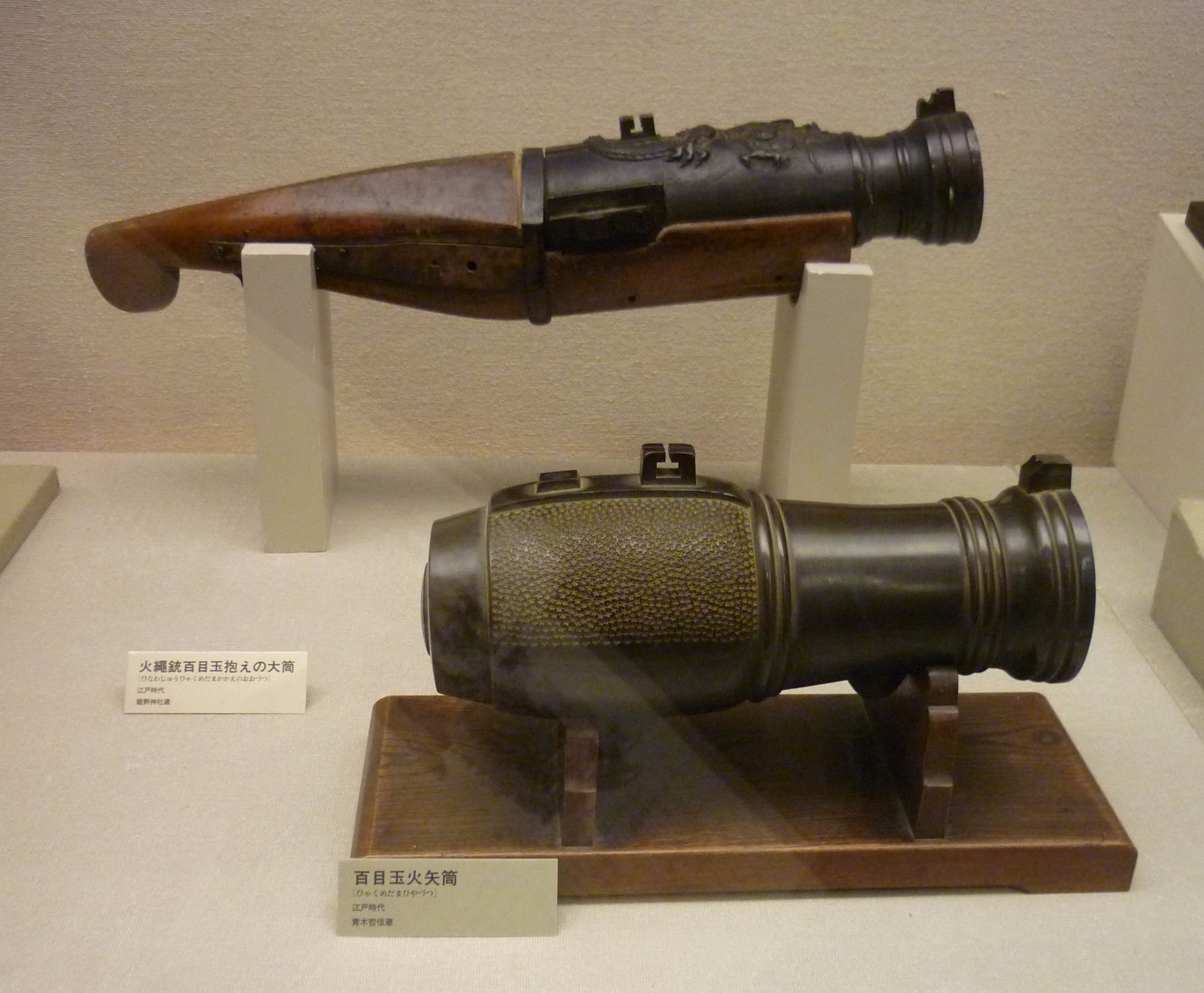
Oozutu

## Perioada Edo (1603-1868)

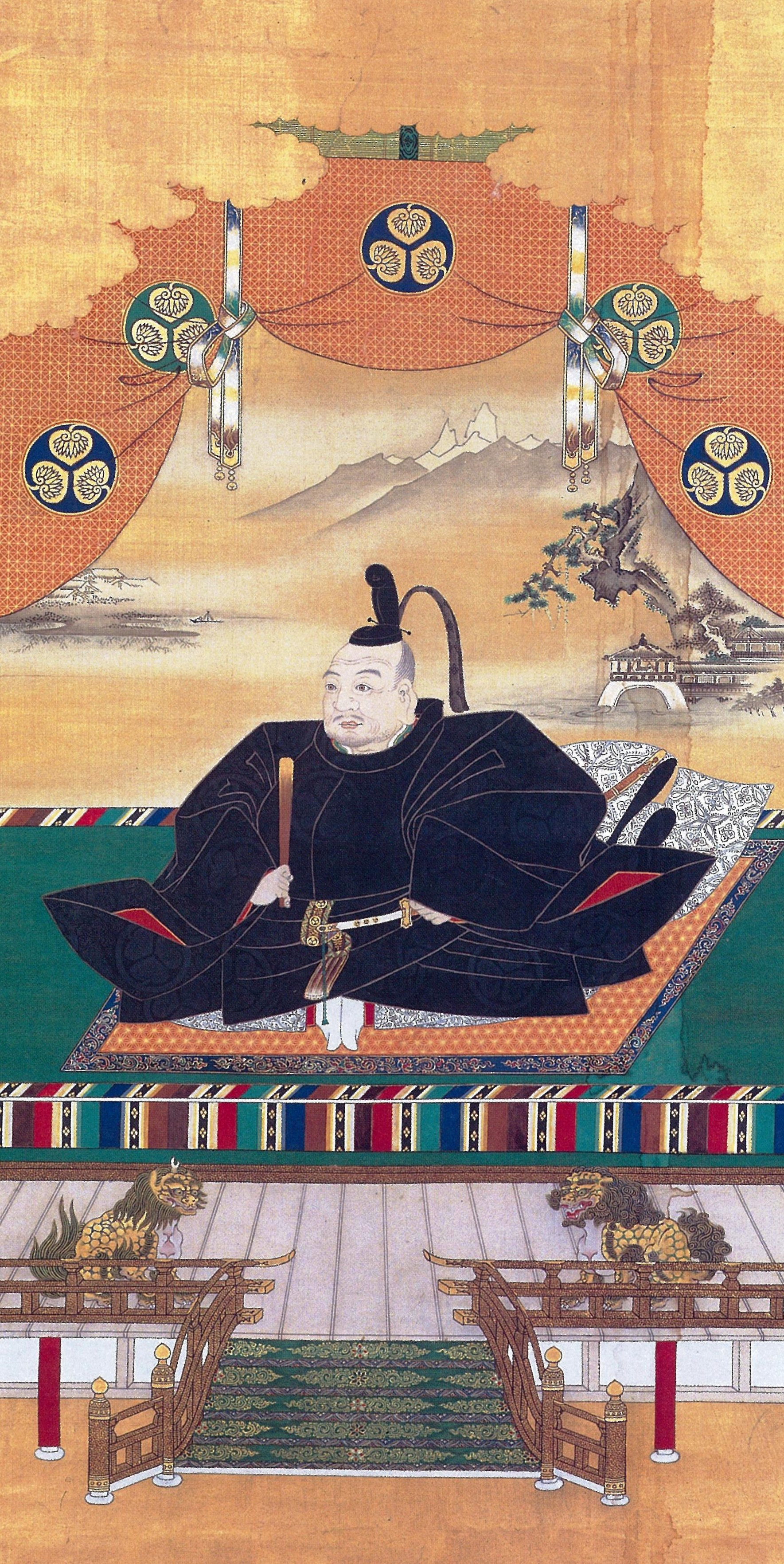
Tokugawa Ieyasu

În prima parte a secolului al XVII-lea, Șogunatul Tokugawa a bănuit că toți comercianții sau misionarii erau spioni ai puterilor europene. Din această cauză intrarea lor în Japonia a fost controlată cu strictețe din ordinul personal al șogunului. Un marinar englez pe nume William Adams, călătorind pe un vas olandez, a eșuat pe coastele Japoniei în 1600. El a reușit să-l impresioneze pe șogunul Tokugawa Ieyasu, învățându-l arta navigației, astronomie și matematică și a devenit samurai onorific, primind o moșie considerabilă. Când englezii din Compania Indiilor de Est au ajuns aici in în 1616 ei au cerut ajutorul lui Adams ca favorit al șogunului ca să construiască prima fabrică dar și un soi de agenție de comerț. În cele din urmă însă Japonia i-a silit pe toți străinii să plece și a blocat toate relațiile cu lumea exterioară, cu excepția unor relații comerciale restrânse cu negustorii olandezi și chinezi în orașul Nagasaki.
Câteva ciocniri cu Rusia i-au permis șogunului să-și extindă puterea asupra insulei Hokkaidō și a Sahalinului (în 1807) dar politica de excludere a continuat. Izolarea va mai dura circa 200 de ani, până când pe data de 8 iulie 1853, comandantul Matthew Perry al flotei americane cu patru nave de luptă - Mississippi, Plymouth, Saratoga, și Susquehanna - a intrat în golful orașului Edo (Tokio) și și-a afișat puterea de distrugere a tunurilor de pe vase. El a cerut ca Japonia să iasă din izolare și să facă comerț cu Vestul. Aceste vase au primit numele de kurofune („nave negre”).
În anul următor Perry s-a întors cu șapte nave de luptă și prin Convenția de la Kanagawa (31 martie 1854) l-a forțat pe șogun să semneze tratatul de pace și neutralitate dintre Japonia și Statele Unite. În doar 5 ani Japonia avea să semneze astfel de tratate și cu celelalte puteri occidentale. (Tratatul Harris cu SUA a fost semnat pe 29 iulie 1858.)

## Stările sociale în Japonia Evului Mediu
În societatea Evului Mediu japonez existau două mari categorii de stări sociale: una dominantă și una subordonată celei dintâi. Fiecare dintre aceste categorii aveau ca principiu de organizare internă sistemul piramidei sociale.
Astfel, în cazul stărilor dominante putem recunoaște la baza piramidei luptătorii numiți samuraii. Aceștia erau cei care îi apărau pe ceilalți membri ai stării dominante, adică pe nobil, pe shogun și pe împărat. Este interesant de observat legătura care exista între aceste stări, având în vedere faptul că nu putem vorbi de un nobil fără a-l considera un samurai, sau de un shogun excluzând faptul că acesta este un important nobil feudal. Asupra tuturor domnea, din vârful piramidei, împăratul, reprezentant al cerului și al pământului, o autoritate spirituală niciodată pusă sub semnul întrebării, dar deseori constrânsă a rămâne în afara vieții politice. Țara, condusă teoretic de împărat, era în fapt guvernată de către shogun sau de puternice familii nobiliare, în ambele cazuri prin intermediul samurailor.
Piramida stărilor subordonate era formată din categoria țăranilor, care reprezentau starea productivă a întregii societăți medievale japoneze. Cu toate că se aflau în categoria stărilor subordonate, artizanii și meseriașii ajung să se afirme, prin măiestria artei lor, atât la nivelul stării lor sociale cât și la cel al stărilor dominante. Negustorii și cămătarii erau o categorie socială alcătuită din oameni înstăriți, dar aceștia nu s-au bucurat niciodată de onoruri mai mari decât le oferă apartenența lor la stările subordonate. Apărută mai târziu, starea orășenilor este cea care a reușit să creeze o civilizație urbană, aflată în contrast cu cea rurală. Între cele două piramide, la cel mai de jos nivel, se afla starea repudiaților. Aceștia nu pot fi incluși în nici una din cele două „piramide” ale stărilor sociale medievale japoneze, pentru că ei nu erau subordonați unei anumite stări dominante, sau dominate, ci erau la mila societății japoneze în ansamblul ei.
Autoritatea împăratului, chiar și numai formală, era recunoscută de către toate stările sociale, indiferent că aparțineau stărilor dominante sau celor subordonate.
- Stări dominante
  - împăratul Japoniei medievale
  - shogunul
  - daimyo - nobilul feudal
  - samuraiul

- Stări subordonate
  - țăranul Japoniei medievale
  - artizanul (meseriașul) Japoniei medievale
  - negustorul și cămătarul Japoniei medievale
  - orășeanul Japoniei medievale

## Instaurarea Perioadei Meiji (1868-1912)

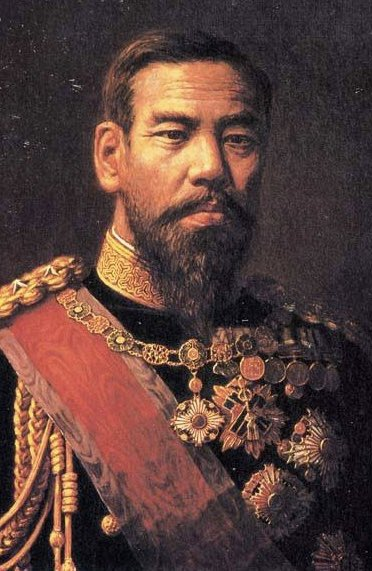
Împăratului Meiji al Japoniei.

Interesul navigatorilor occidentali s-a îndreptat cu precădere spre zonele sudice ale globului, spre „Indii”, iar pe liniile de navigație între Pacific, Atlantic și Oceanul Indian străbăteau îndeosebi emisfera sudică. Dar, în ultimele decenii ale secolului al XVIII-lea și în prima jumătate a secolului al XIX-lea, pe măsura creșterii nevoii de noi piețe de desfacere a diferitelor produse industriale, s-a impus necesitatea formării unor escale suplimentare, deși secundare, în partea de nord a Ecuatorului, în zona Pacificului, deci și în arhipelagul nipon.
După un secol de contact direct cu Europa, început prin naufragiul unor portughezi pe țărmul japonez în anul 1543, Japonia și-a închis porțile în anul 1638, intrând într-o perioadă de izolare aproape totală față de lumea din afară, izolare pe care avea să o mențină timp de mai bine de două sute de ani.
Sub influența ideilor sociale și politice de origine europeană aduse de acești navigatori, mulți tineri nobili și samurai, care nu mai dispuneau de mari avuții, își puneau problema regenerării și progresului țării, prin introducerea reformelor economice. În același timp, pătura tot mai numeroasă și mai înstărită a comercianților, deși discreditată de regim, a ajuns să-i crediteze pe shoguni, pe înalții demnitari și nobili cu sume importante. Dispunând de forță economică și de capital, ei revendică cu o cutezanță mereu sporită poziții noi în stat, și protestează cu tot mai multă îndrăzneală împotriva abuzurilor și confiscărilor; ei solicită transformări politice și sociale.
La rândul său, țărănimea a recurs cu tot mai mare intensitate la revolte, care au subminat serios regimul shogunatului. Tot nemulțumiții invocau numele împăratului ostracizat, apelând la aristocrația de curte (kuge), de asemenea, sărăcită și desconsiderată. Pe acel fond general de dezamăgire și nemulțumire a renăscut, începând cu secolul al XVIII-lea, cultul împăratului și s-a pregătit, astfel, intelectual și ideologic, calea restaurării împăratului în rosturile sale politice de care fusese deposedat.

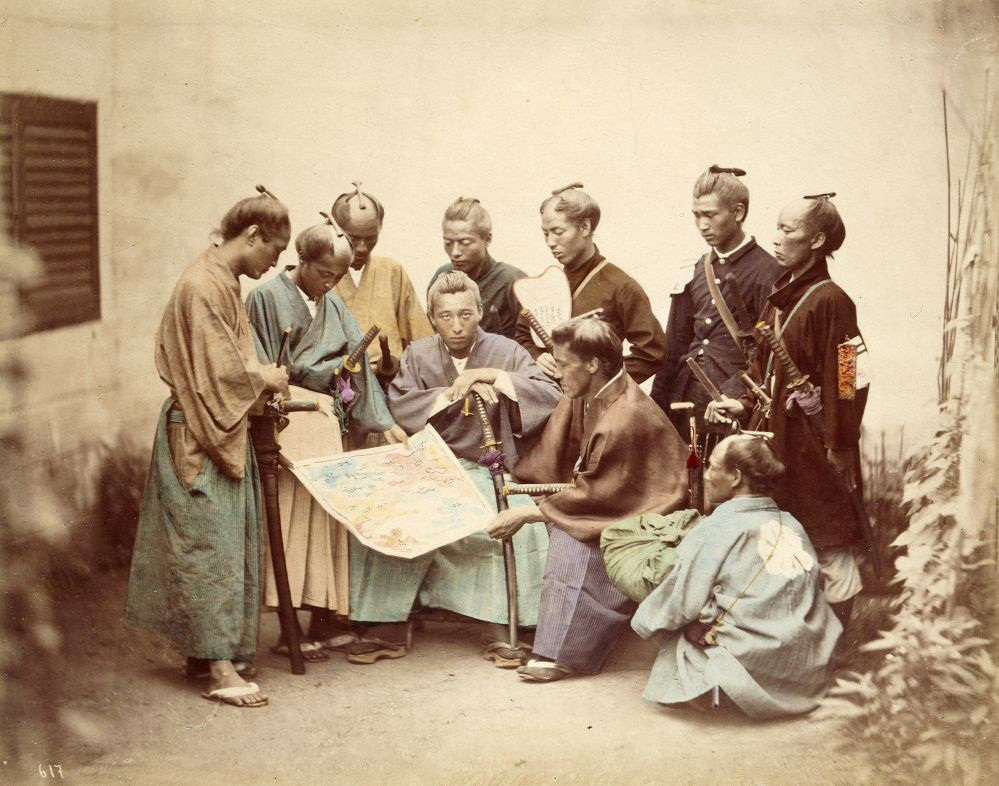
Satsuma-samurai-during-boshin-war-period

Încă în anul 1715, în lucrarea „Istoria Marii Japonii”, scrisă la inițiativa nobilimii din ținutul Mito, se insista asupra importanței familiei imperiale. În același scop s-a alăturat și efortul intelectualilor de a diminua influența civilizației chineze și de a revigora vechea religie japoneză, shinto, prin opoziție cu confucianismul și budismul. Omul de cultură japonez Mataori a pus accentul, în câteva din lucrările sale, pe caracterul divin al originii împăratului, iar istoricul Rai Sanyo (1780-1832) și-a propus să stabilească fundamentele istorice ale guvernării directe de către împărat.
Efectul unor contacte și schimburi comerciale tot mai intense cu Europa și S.U.A., deși impuse prin violență, a fost rapid și spectaculos, chiar benefic pe diferite planuri pentru societatea japoneză. Sosirea masivă a negustorilor străini, îndeosebi după anul 1858, a dus la transformarea portului Yokohama într-un însemnat centru comercial, din ale cărui antrepozite cantități mari de mărfuri invadau piața japoneză. Între anii 1859 și 1868 valoarea comerțului exterior japonez a crescut de la numai 2 milioane la 35 milioane dolari. Străinii cumpărau din Japonia mătase, bumbac, hârtie, ceai, uleiuri, cupru etc. și le vindeau japonezilor nave, arme, mașini și diferite obiecte metalice, stofe de lână, țesături din bumbac și cânepă, unelte de pescuit etc.
Preponderența accentuată a importului față de export a cauzat scurgerea aurului în afara granițelor Japoniei. Această pierdere de aur și dezechilibrarea sistemului monetar au provocat o gravă inflație. Totodată, concurența mărfurilor străine a dus și la ruinarea producției manufacturiere și meșteșugărești autohtone. Modificări însemnate s-au produs și în producția agricolă, datorită solicitărilor externe masive de ceai, mătase și a altor produse. Pe de altă parte, s-a constatat apariția, în număr din ce în ce mai mare, a unor întreprinderi industriale în ramurile industriei ușoare, a arsenalelor și șantierelor navale, a unor întreprinderi metalurgice etc., ceea ce a însemnat constituirea și creșterea puterii burgheziei japoneze.
Criza în care se afla regimul shogunatului fiind profundă, adversarii cercurilor conducătoare din Edo au profitat de această situație, prin semnarea unor tratate inegale cu Occidentul (cum ar fi cel de la Kanagawa încheiat în anul 1854) pentru a ataca deschis și decisiv regimul existent, acuzându-l de incapacitatea de rezistență presiunilor străine.
Opozanții l-au abandonat, pe rând, pe shogun, și s-au adunat în jurul împăratului din Kyoto. În acel climat de criză politică s-au intensificat asasinatele cu caracter xenofob, exaltărilor naționaliste căzând victime ruși (1859), francezi și olandezi (1860), britanici (1861).
Ciocnirile dintre adepții restaurării puterii imperiale și cei care susțineau regimul shogunal, sporadice un timp, au luat o întorsătură decisivă începând din martie 1860 când a fost asasinat prim-consilierul shogunului, Ii Naosuke. Caracterul răscoalelor, mișcărilor și acțiunilor din perioada următoare acestui eveniment au purtat o tentă atât antifeudală, cât și una anticolonialistă. În fruntea acestor mișcări de mase se aflau samuraii cu vederi reformiste care au reușit să-și alăture burghezia, țăranii și intelectualii. Lupta armată împotriva shogunului a fost declanșată în provincia Choshu, în anul 1865. Abia în iulie 1866 forțele armate shogunale i-au putut înfrunta pe răsculați, dar au fost înfrânte.
În februarie 1867, împăratul Kōmei moare, urmându-i la tron fiul său Matsuhito (Meiji), în vârstă de numai 15 ani. Tânărul monarh avea sprijinul forțelor militare ale provinciilor Satsuma și Tosa. Shogunul Tokugawa Yoshinobu (ian. 1867 - nov. 1867) ajunsese, practic, lipsit de orice sprijin armat, fapt pentru care, pe data de 8 noiembrie 1867, a renunțat la funcțiile sale. După abdicare, acesta nu și-a făcut seppuku, așa cum ar fi cerut tradiția, ci a trăit un timp în obscuritate, și mai târziu a fost primit la curtea imperială. Liderul forțelor imperiale, Saigo Takamori, și liderul forțelor shogunale, Katsu Kaishu, s-au întâlnit și au discutat predarea pașnică a puterii.
Cu toate că shogunul acceptă restaurația și își retrage trupele la Osaka, la sfârșitul lui ianuarie 1868, alte forțe Tokugawa încearcă să recucerească Kyoto dar sunt înfrânte de către forțele din provinciile Satsuma, Choshu și Tosa. Războiul Boshin, între anii 1867 și 1868 a dus la desființarea șogunatului. Bătălia finală s-a dat la Toba-Fushimi. Această bătălie practic încheie dominația familiei Tokugawa, cu toate că alte familii Tokugawa din nord rezistă încă mult, iar flota din portul Hokkaido rezistă până în anul 1869.
La 3 ianuarie 1868, Matsuhito a decretat preluarea puterii precum și abolirea regimului shogunatului. Împăratul își va instala curtea și reședința la Edo, pe data de 26 noiembrie 1868, oraș ce primește numele de Tokyo (Capitala de Est). Începe o nouă epocă în istoria Japoniei pe care împăratul Matsuhito, la cererea reformatorilor, a numit-o Meiji („guvernarea luminată”). Această eră s-a dorit a fi, în același timp, un continuum dar și o mare mutație socială și politică în societatea japoneză.
Japonia modernă a cultivat spiritul subordonării totale față de împărat și față de instituțiile de stat, elemente psihologice care în timpul imediat anterior celui de-al doilea război mondial au fost orientate spre formarea mentalității militariste, fanatice. De la restaurația Meiji și până la sfârșitul celui de-al doilea război mondial împăratul va fi conducătorul guvernului și al armatei.
În epoca Meiji împăratul era divinizat, iar după moartea acestuia în anul 1912, memoria lui a fost înconjurată de venerație. Matsuhito, deși a favorizat mai mult pe conservatori decât pe liberali, a fost și a rămas o personalitate marcantă și totodată un simbol. O trăsătură fundamentală a epocii pe care a ilustrat-o acesta a fost că el a jucat un rol pasiv, lăsând oamenii de stat să acționeze în numele său. Cele trei decenii de guvernare Meiji transformaseră Japonia într-un stat capitalist modern atât datorită propriilor eforturi, cât și împrejurărilor internaționale favorabile: marile puteri europene și Statele Unite fuseseră antrenate în conflicte interne și externe care le-au ținut departe de arhipelagul nipon.
Preocupările conducătorilor regimului Meiji vizau modificarea statutului internațional al Japoniei prin anularea tratatelor inegale care-i fuseseră impuse, întărirea forțelor sale armate terestre și navale, angrenarea țării în competiția marilor puteri pentru stabilirea de zone de influență și piețe de desfacere a produselor industriale și dobândirea unor resurse de materii prime. Pentru toate acestea era necesară o puternică bază militară care a fost sistematic creată.
Japonia a adoptat numeroase instituții apusene în perioada Meiji, printre care un guvern modern, sistemul de legi și organizarea armatei. Aceste reforme au ajutat la transformarea imperiului japonez într-o putere mondială: Japonia a învins China în primul război sino-japonez (1894-1895) și Rusia, în războiul ruso-japonez (1904-1905). Până în 1910, Japonia ajunsese să dețină controlul Coreei, Taiwanului și a jumătății sudice a insulei Sahalin.

## Perioada Taishō (1912 - 1926)

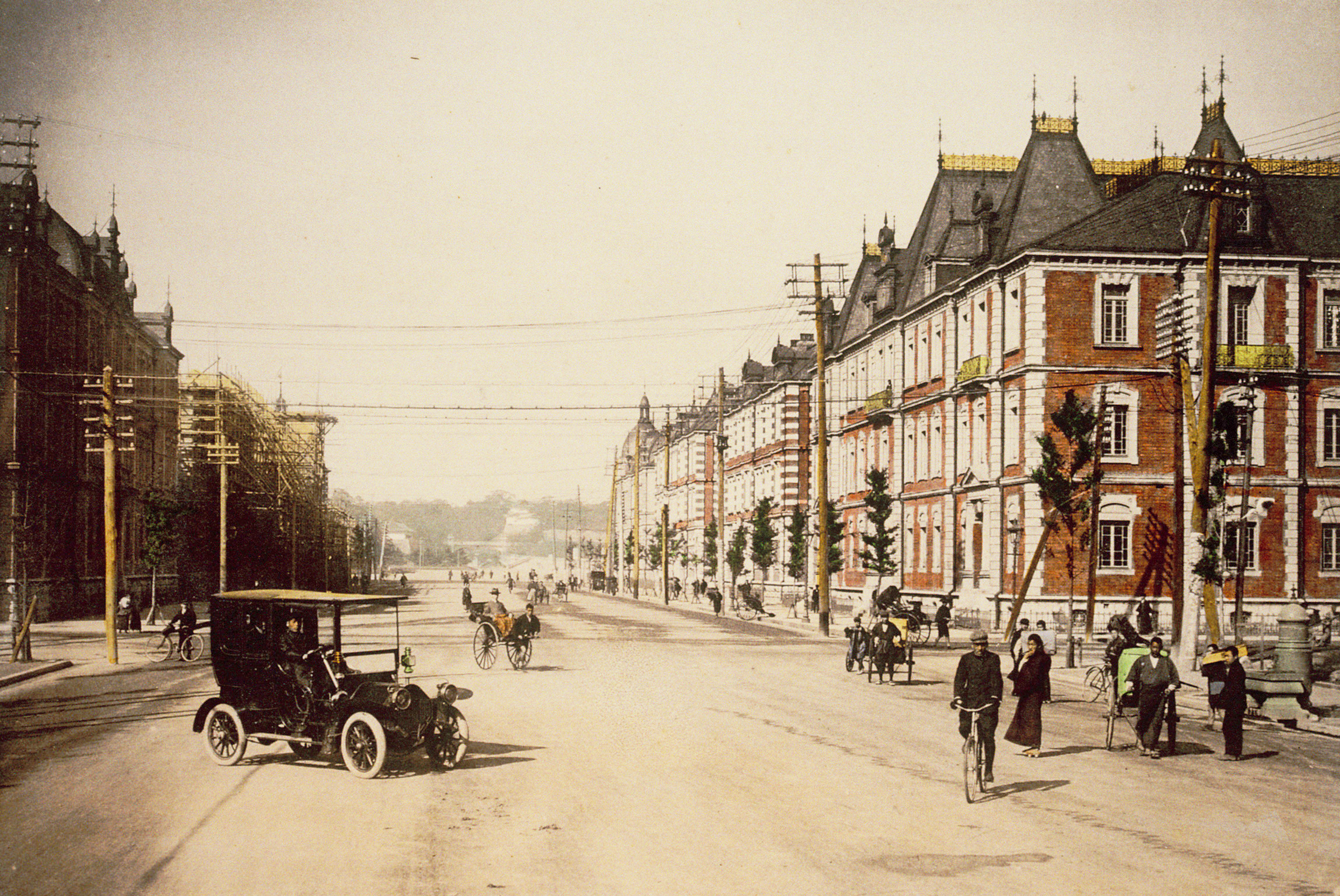
Marunouchi London Street 1920s

Începutul secolului al XX-lea a marcat o scurtă perioadă de democrație Taisho, lăsată în umbră de evoluția politicii de expansiune japoneză. Primul Război Mondial a permis Japoniei, care luptase de partea aliaților victorioși, să își extindă sfera de influență în Asia și posesiunile în Pacific.

## Perioada Shōwa (1926 - 1989)

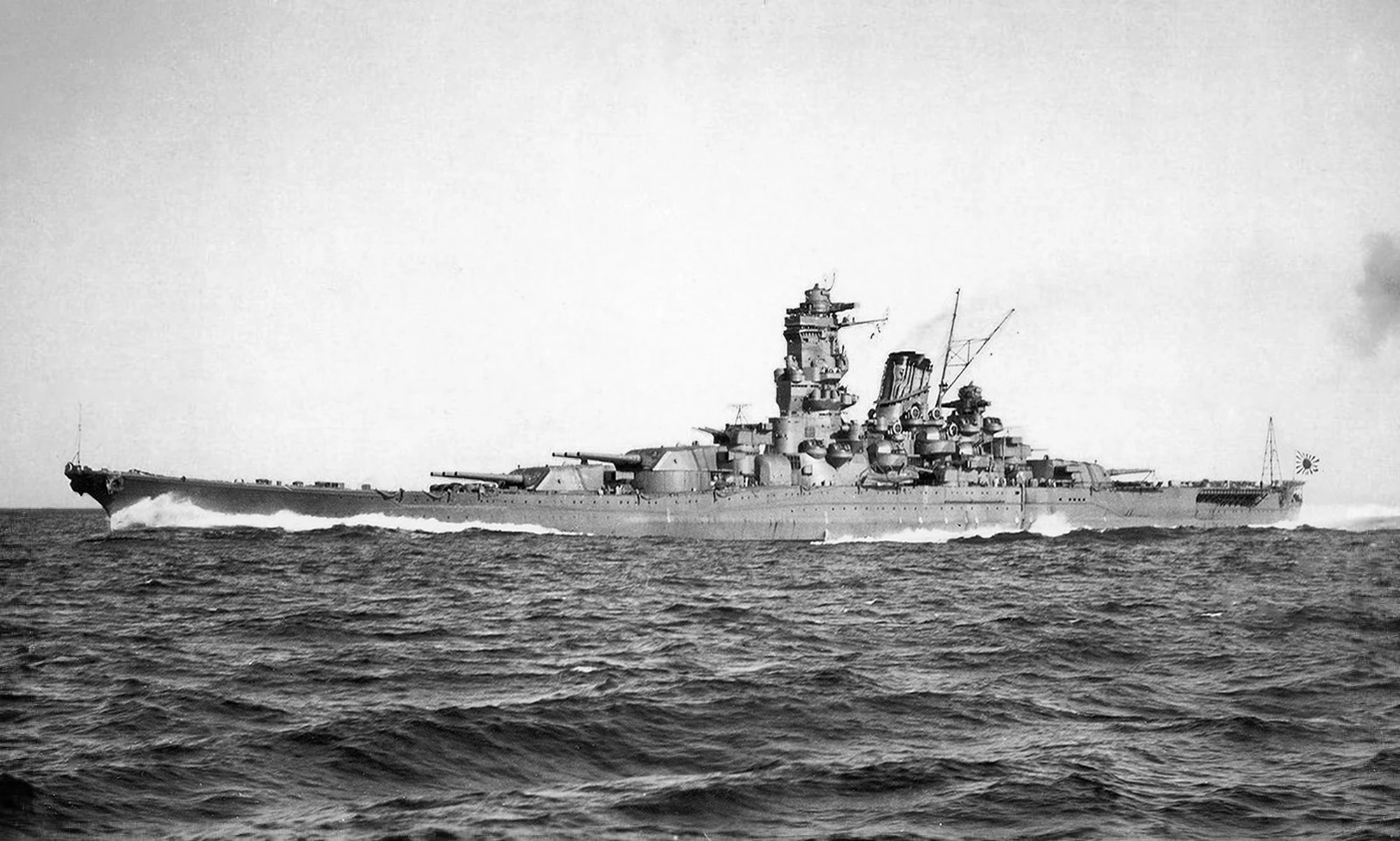
Yamato during Trial Service

în 1936, Japonia semnează pactul anti-comintern, în acest fel formând împreună cu Germania și Italia alianța Axei. În această perioadă Japonia invadează China, ocupând Manciuria în 1931 și continuându-și expansiunea în China în 1937, pornind al doilea război sino-japonez, care a durat până la sfârșitul Celui de-al Doilea Război Mondial. În 1941, după ce Franklin Roosevelt, președintele Statelor Unite, a cerut ca Japonia să-și retragă forțele din China, Japonia a atacat baza navală americană de la Pearl Harbor și coloniile britanice și olandeze din Asia de sud-est, intrând în război cu Statele Unite. 

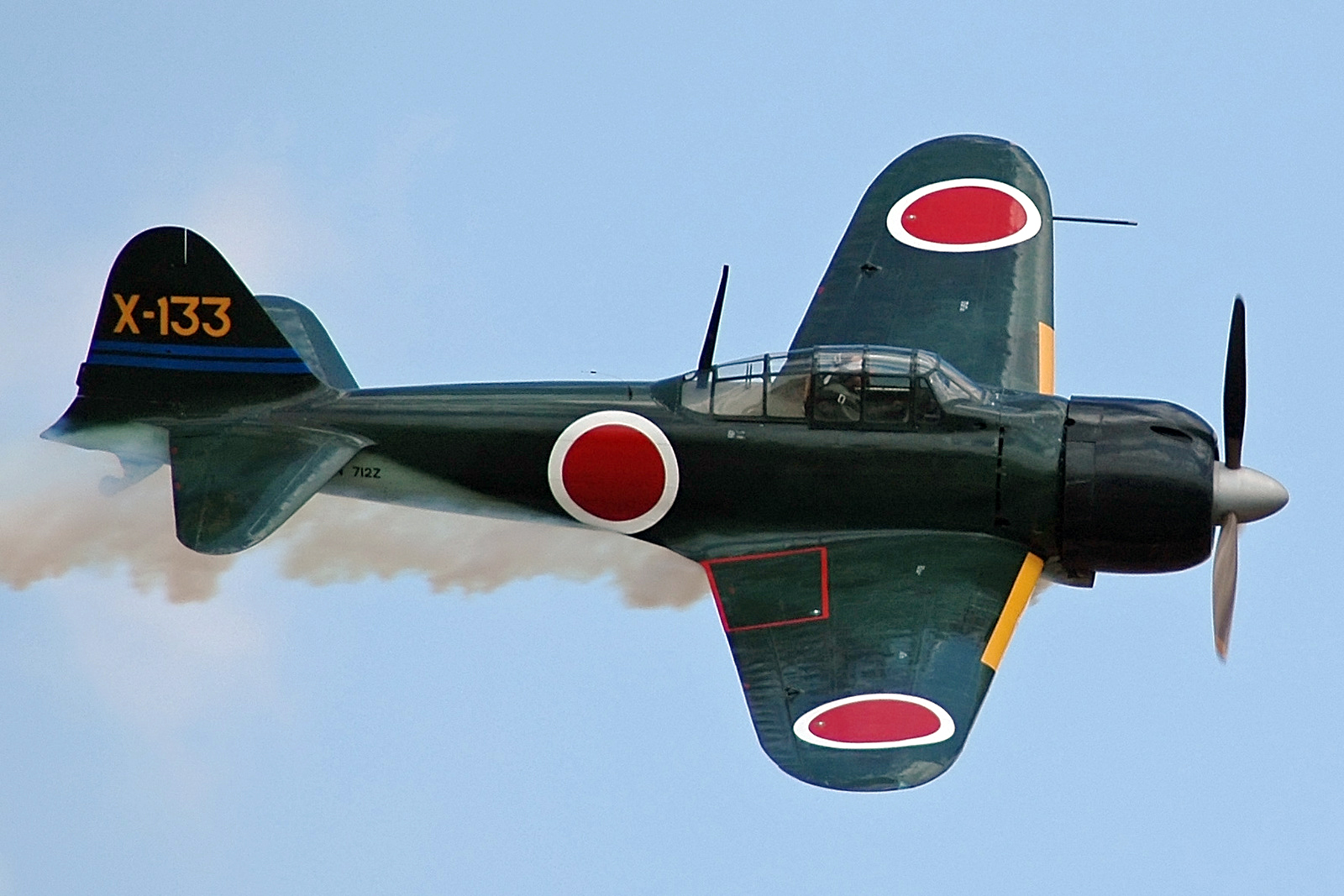
A6M3 Zero N712Z

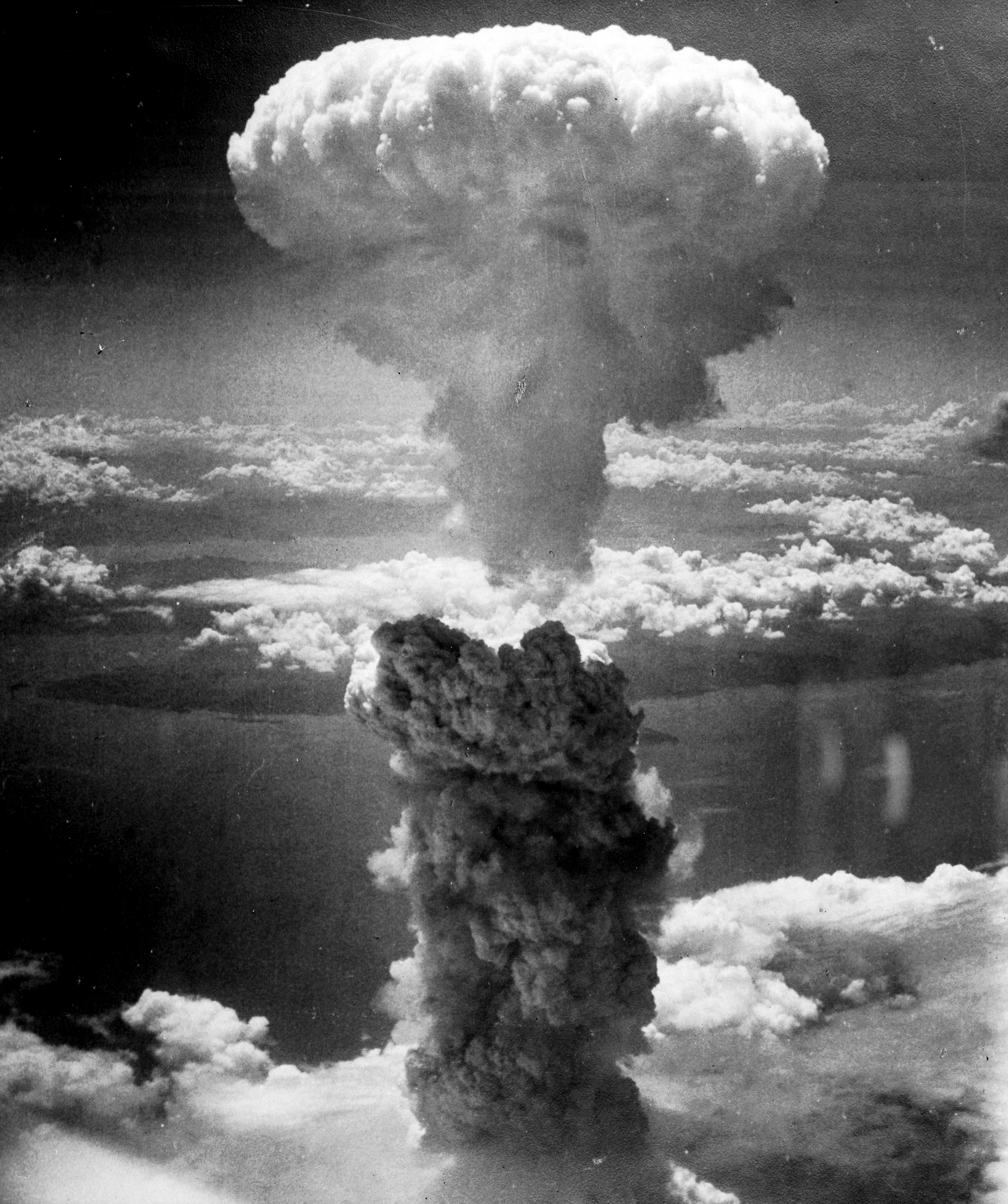
Ciuperca atomică cauzată de bomba de la Nagasaki.

După o îndelungată campanie în Oceanul Pacific, Japonia și-a pierdut câștigurile teritoriale inițiale, și forțele americane s-au apropiat suficient de mult pentru a începe bombardamente strategice asupra Tokyo, Osaka, și a altor mari orașe, precum și bombardamente atomice asupra orașelor Hiroshima și Nagasaki. Japonezii au acceptat în cele din urmă capitularea necondiționată în fața Aliaților pe 15 august 1945. Tribunalul Militar Internațional pentru Orientul Îndepărtat s-a întrunit pe 3 mai 1946 pentru a judeca Crimele de război japoneze, inclusiv atrocitățile ca Masacrul de la Nanking. Împăratul Hirohito a primit totuși imunitate și și-a păstrat titlul.
Războiul a costat milioane de vieți în Japonia și în alte țări, mai ales în Asia de Est, și a lăsat mare parte din industria și infrastructura țării distruse. Ocupația americană a ținut până în 1952, deși forțele americane încă dețin importante baze militare în Japonia, mai ales în Okinawa. În 1947, Japonia a adoptat o nouă constituție pacifistă, urmărind cooperarea internațională și punând accent pe drepturile omului și pe practicile democratice.

## Perioada Heisei (1989 - prezent)
După ocupație, în cadrul unui program de dezvoltare industrială agresivă și beneficiind de asistență americană, Japonia a cunoscut o creștere spectaculoasă, devenind una din cele mai mari economii ale lumii. În ciuda unei majore prăbușiri a bursei de valori în 1990, din care țara și-a revenit treptat, Japonia rămâne astăzi o putere economică globală și cere acum un loc permanent în cadrul Consiliului de Securitate al Națiunilor Unite.

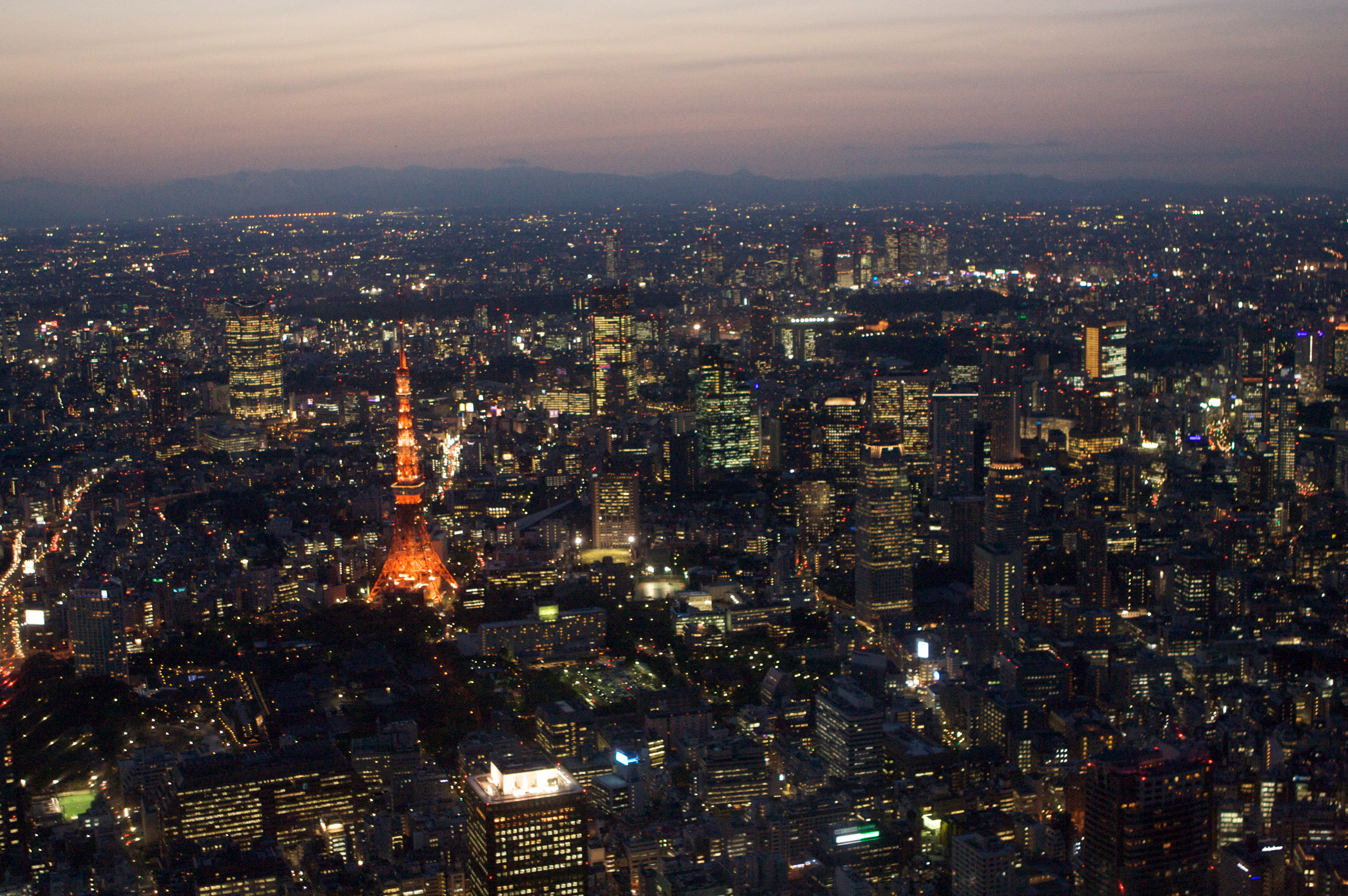
Orașul Tokio văzut noaptea de pe un zgârie-nor.